# Viringili
Viringili o Vilingili es una isla deshabitada en el atolón de Maliku. Se encuentra en el borde del arrecife suroeste del atolón.
Viringili apenas posee 200 metros de longitud. Es bordeada por la grava y está cubierta de arbustos. Unos pocos árboles enanos de coco crecen en el centro de la isla.
Antiguamente a los leprosos de Minicoy se les desterraba a la isla donde vivían en condiciones deplorables.